# Shinui
Shinui (שינוי) är ett sekulärt, liberalt och frihandelsvänligt parti, tidigare representerat i det israeliska parlamentet Knesset. Det hebreiska ordet Shinui betyder "förändring".
Shinui är anslutet till den liberala internationalen. I de allmänna valen 2003 erövrade partiet 15 av de 120 platserna i Knesset och blev därmed landets tredje största politiska parti, efter Likud och Arbetarpartiet. 2006 förlorade de alla sin platser i Knesset. Partiledare är Ron Levintal. 
Shinui är för ökade privatiseringar, sänkta skatter och minskat religiöst inflytande.
I Israel-Palestina-konflikten stödde man i huvudsak regeringen Sharons linje när det gällde:
- De hårda antiterroristlagarna efter den 11 september.

- Bortdragandet av bosättningar från Gaza och Västbanken.

- Förhandlingarna med den palestinska myndigheten om ekonomiska, politiska och säkerhetsmässiga förutsättningar för en palestinsk stat.

- Byggandet av en säkerhetsbarriär mellan Israel och Västbanken.

## Historik
Shinui bildades av affärsmän och akademiker 1974 i efterdyningarna av Yom Kippur-kriget året innan, som skakat om den israeliska allmänheten.
I valet 1977 ingick man valsamverkan, med andra liberala partier och kända personer, inom DASH (Democratic Movement for Change). DASH vann femton mandat i Knesset och kom att ingå i den första borgerliga koalitionsregeringeringen i Israels historia.
Efter mycken intern splittring upplöstes DASH snart och Shinui fick åter klara sig på egen hand i parlamentsvalen under 1980-talet. 1988 uppnådde man bara två platser i Knesset.
1992 hade man valsamverkan med två andra partier RATZ och Mapam inom vänsterkoalitionen Meretz, som vann tolv mandat och bildade regering tillsammans med Arbetarpartiet. 1996 beslutade de tre partierna att upplösa sig själva och ombilda Meretz till ett egentligt parti. Shinuis partiledare, professor Amnon Rubinstein stödde samgåendet men majoriteten av medlemmarna under ledning av Avraham Poraz ville distansera sig från det starka socialdemokratiska inslaget i det nya partiet och bröt sig ur Meretz 1997. Poraz ledde partiet på en mer renlärig liberal kurs på såväl det ekonomiska som det religiösa planet.
1999 avgick Poraz till förmån för TV-kändisen Yossef 'Tommy' Lapid. I valet samma år ökade Shinui till sex mandat och gick 2003 ytterligare framåt och tog plats i regeringen Sharon.
I augusti 2004 misslyckades minoritetsregeringen med att få stöd för sina planer på utrymning av bosättningar. Premiärminister Ariel Sharon ville i detta läge forma en "sekulär enhetsregering" bestående av Likud, Arbetarepartiet och Shinui men då detta stötte på patrull hos de egna partimedlemmarna inledde han istället regeringsförhandlingar med Haredi Shas och United Torah Judaism (UTJ). Efter kraftiga påtryckningar tvingades Shinui backa från sitt vallöfte om att aldrig sitta i samma regering som dessa religiösa partier.
Detta resonemangsäktenskap, baserat på rädsla för att vara de som fällde fredsplanerna, höll dock inte längre än november ut. Den första december 2004 röstade Shinui mot Sharons budgetförslag (som innehöll ekonomiskt stöd till religiösa skolor och andra projekt närstående UTJ), Shinuis ministrar sparkades av Sharon och partiet hamnade åter i oppositionsställning i Knesset.
Shinui skakades av intern splittring valåret 2006. 25 januari lämnade partiledaren Lapid och åtta andra parlamentsledamöter partiet och bildade det nya partiet Hetz. Tre andra parlamentariker hoppade av till andra partier och lämnade ett Shinui i spillror. Partiet gjorde ett katastrofval, erhöll bara 4 675 röster och åkte ur Knesset.